# Líbano en los Juegos Olímpicos de Sochi 2014
Líbano estuvo representado en los Juegos Olímpicos de Sochi 2014 por dos deportistas, un hombre y una mujer, que compitieron en esquí alpino.
El portador de la bandera en la ceremonia de apertura fue el esquiador alpino Alexandre Mohbat. El equipo olímpico libanés no obtuvo ninguna medalla en estos Juegos.